# Giro dell'Umbria 1919
Il Giro dell'Umbria 1919, quarta edizione della corsa, si svolse in due tappe, dal 28 al 29 giugno 1919, con partenza e arrivo a Terni, in Italia. La vittoria fu appannaggio dell'italiano Arturo Ferrario, che completò il percorso con 4 punti (in tempo 15h46'43", alla media di 24,571 km/h), precedendo i connazionali Lorenzo Cerutti e Marzio Germonio; se la classifica fosse stata stilata a tempi, vincitore sarebbe stato Lorenzo Cerutti in 15h46'10", secondo Marzio Germonio (a pari tempo) e terzo Arturo Ferrario (a 33").
Sul traguardo di Terni 7 ciclisti, su 9 partiti dalla medesima località, portarono a termine la competizione.

## Tappe
| Tappa  | Data      | Percorso        | km    | Vincitore di tappa | Leader cl. generale |
| ------ | --------- | --------------- | ----- | ------------------ | ------------------- |
| 1ª     | 28 giugno | Terni > Perugia | 185,7 | Arturo Ferrario    | Arturo Ferrario     |
| 2ª     | 29 giugno | Perugia > Terni | 202   | Lorenzo Cerutti    | Arturo Ferrario     |
| Totale | Totale    | Totale          | 387,7 |                    |                     |

## Dettagli delle tappe

### 1ª tappa
- 28 giugno: Terni > Perugia – 185,7 km

Risultati
| Pos. | Corridore       | Squadra | Punti/Tempo  |
| ---- | --------------- | ------- | ------------ |
| 1    | Arturo Ferrario | Bianchi | 1 (6h45'03") |
| 2    | Luigi Vertemati | -       | 2 (a 3")     |
| 3    | Angelo Vay      | -       | 3 (a 6'27")  |

| Pos. | Corridore       | Squadra | Punti/Tempo  |
| ---- | --------------- | ------- | ------------ |
| 1    | Arturo Ferrario | Bianchi | 1 (6h45'03") |
| 2    | Luigi Vertemati | -       | 2 (a 3")     |
| 3    | Angelo Vay      | -       | 3 (a 6'27")  |

### 2ª tappa
- 29 giugno: Perugia > Terni – 202 km

Risultati
| Pos. | Corridore       | Squadra | Punti/Tempo  |
| ---- | --------------- | ------- | ------------ |
| 1    | Lorenzo Cerutti | -       | 1 (8h54'40") |
| 2    | Marzio Germonio | -       | 2 (a s.t.)   |
| 3    | Arturo Ferrario | Bianchi | 3 (a 7'00")  |

| Pos. | Corridore       | Squadra | Punti/Tempo   |
| ---- | --------------- | ------- | ------------- |
| 1    | Arturo Ferrario | Bianchi | 4 (15h46'43") |
| 2    | Lorenzo Cerutti | -       | 5 (a - 33")   |
| 3    | Marzio Germonio | -       | 7 (a - 33")   |

## Ordine d'arrivo (Top 7)
| Pos. | Corridore           | Squadra | Punti/Tempo     |
| ---- | ------------------- | ------- | --------------- |
| 1    | Arturo Ferrario     | Bianchi | 4 (15h46'43")   |
| 2    | Lorenzo Cerutti     | -       | 5 (a - 33")     |
| 3    | Marzio Germonio     | -       | 7 (a - 33")     |
| 4    | Angelo Vay          | -       | 8 (a 6'27")     |
| 5    | Fernando Di Gennaro | -       | 10 (a 25'00")   |
| 6    | Mario Santagostino  | -       | 14 (a 1h00'20") |
| 7    | Carlo Giacchino     | -       | 16 (a 1h00'40") |